# Nikolos Zkitischwili
Nikolos Zkitischwili (georgisch ნიკოლოზ ცქიტიშვილი; * 14. April 1983 in Tiflis, Georgische SSR, Sowjetunion) ist ein georgischer Basketballspieler. Er galt in seiner Jugend als großes Talent und wurde im NBA-Draft 2002 sehr früh, an fünfter Stelle ausgewählt. In der US-amerikanischen Profiliga NBA konnte Tskitishvili die in ihn gesetzten Erwartungen jedoch nie erfüllen und gilt daher in den Augen einzelner Kommentatoren als Musterbeispiel eines "Draft bust", was man bezogen auf die Lotterieform des Drafts als „Lotterieniete“ frei übersetzen kann. 

## Laufbahn

### Anfangszeit
2000 wechselte Tskitishvili als 16-Jähriger vom Basketballverein Sochumi, der seit den separatistischen Auseinandersetzungen in Abchasien 1992, in Tiflis spielt, zum KD Slovan in die slowenische Hauptstadt Ljubljana. 
Zweieinhalb Jahre später wechselte er im Januar 2002 zum europäischen Spitzenverein Benetton Treviso, in deren für europäische Maßstäbe erstklassig besetzter Mannschaft er sich als 18-Jähriger mehr als zehn Minuten Einsatzzeit pro Spiel erkämpfte. Mit Treviso wurde er 2002 italienischer Meister und wurde auch in der höchsten europäischen Spielklasse EuroLeague 2001/02 eingesetzt, in der der Verein im Halbfinale gegen den nationalen Konkurrenten Kinder Bologna ausschied. 
In den folgenden Trainingscamps im Sommer konnte Tskitishvili das Interesse der NBA-Scouts auf sich ziehen und dabei so überzeugen, dass ihn die Denver Nuggets an fünfter Stelle im folgenden Entry Draft auswählten.

### NBA
Anders als US-amerikanische Nachwuchsspieler, die zumeist erst nach vierjähriger Collegekarriere in der NCAA mit gut 23 Jahren in die NBA wechseln, hielten die Denver Nuggets den 19-jährigen Tskitishvili für reif genug, ihn in den Kader ihrer Profimannschaft aufzunehmen. Doch im Gegensatz zu Dirk Nowitzki, der einen ähnlichen Karriereweg hatte, konnte er sich in der NBA nie durchsetzen. 
Im Februar 2005 gaben die Nuggets Tskitishvili an die Golden State Warriors ab. In der folgenden Spielzeit 2005/06 spielte er bei den Minnesota Timberwolves und den Phoenix Suns. Am Ende der Saison war nach durchschnittlich 11,3 Minuten und 2,9 Punkten pro Spiel seine NBA-Karriere beendet.

### Ausland
2006 wechselte Tskitishvili in die spanische Liga ACB zu Caja San Fernando nach Sevilla. Nach einem Jahr wechselte er wieder in die italienische Serie A zum Klub aus Teramo. Bei beiden Vereinen kam er auf wenig mehr als 10 Minuten Einsatzzeit pro Spiel. 2008 wechselte er zurück nach Spanien und spielte für Alta Gestión aus Fuenlabrada, mit denen er knapp den Einzug in die Play-offs um die spanische Meisterschaft verpasste, die er auch in den vorherigen Spielzeiten in Spanien und Italien mit seinen Vereinen nicht mehr erreicht hatte. 
Daraufhin wechselte er zum Ende der Spielzeit 2008/09 noch in die griechische A1 Ethniki, wo er mit Panionios aus Athen bereits in der ersten Runde der Meisterschafts-Play-offs ausschied. Nach einem weiteren Jahr bei Fuenlabrada, wo in der Saison 2009/10 nur knapp der Abstieg vermieden werden konnte, spielte er in der Saison 2010/11 im baskischen San Sebastián bei Lagun Aro GBC, den er bereits Ende März 2011 verließ.
2010 konnte sich die georgische Nationalmannschaft erstmals für eine Europameisterschafts-Endrunde qualifizieren. Bei der EM-Endrunde 2011 in Litauen erreichte man nach zwei Vorrundensiegen die Zwischenrunde der zwölf besten Mannschaften, in der man jedoch sieglos blieb und ausschied. Nach der EM-Endrunde spielte Tskitishvili bei Mahram Teheran in der iranischen Superliga, mit denen er 2012 die Meisterschaft gewann. 
Zur folgenden Saison wechselte er zum Ligakonkurrenten Foolad Mahan, löste diesen Kontrakt jedoch bereits Ende November 2012 und wechselte in den Libanon zu Champville, wo er mit dem unter anderem aus der Basketball-Bundesliga bekannten Reyshawn Terry zusammenspielt, der mit den Brose Baskets 2011 deutscher Meister wurde.